# 举报者 (电影)
举报者是（韓語：제보자）2014年在韩国上映的一部电影，导演是林順禮。
这部电影基于黄禹锡的学术欺诈事件改编。第五屆北京國際電影節競賽片，獲天壇獎提名。

## 情节
尹敏哲是新闻调查节目PD追击的一个制作人。某日，他收到一份关于非法买卖人类卵子的情报，经过进一步调查，他发现科学家李长焕牵涉其中。李因为对人类胚胎干细胞的研究而知名，被视为韩国的民族英雄。在对李长焕的调查中，尹敏哲也受到了来自公众舆论和政府的指责与压力。